# Azot lichid

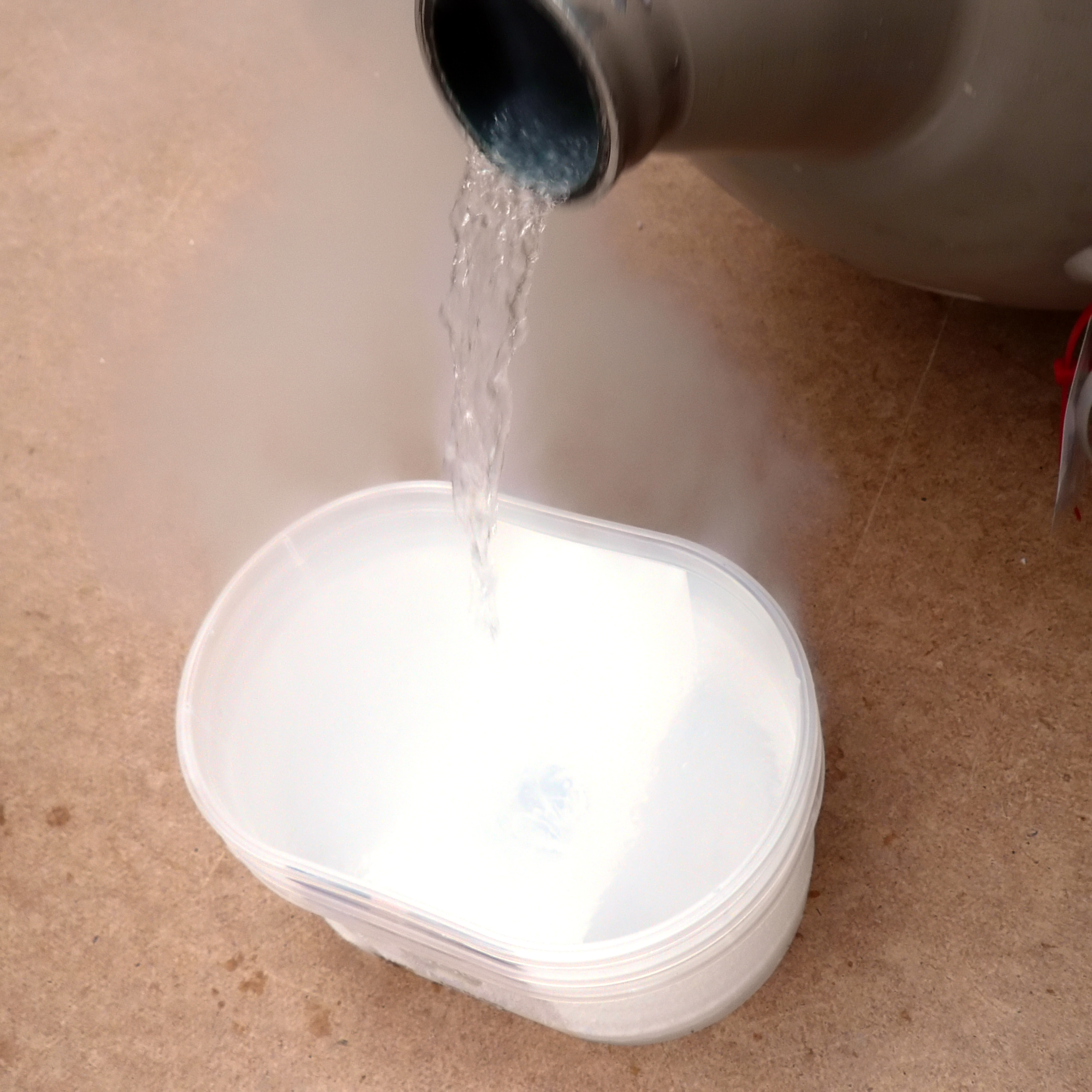
Aspectul azotului lichid

Azotul lichid (poate fi întâlnit și sub denumirea de nitrogen lichid) este azotul aflat în stare lichidă, la o temperatură foarte scăzută. Este un lichid incolor cu o densitate de 807 g/l și cu un punct de fierbere de -195,79°C și o constantă dielectrică de 1,43.
Azotul a fost lichefiat pentru prima dată la Universitatea Jagiellonă pe 15 aprilie 1883 de către fizicienii polonezi Zygmunt Wróblewski și Karol Olszewski. Este produs la nivel industrial prin distilarea fracționată a aerului lichid. 
Este un lichid diatomic, ceea ce presupune că caracterul diatomic al legăturii covalente din N2 se menține chiar și după lichefiere.

## Obținere
Azotul lichid este produs industrial prin distilarea criogenică a aerului lichefiat sau prin lichefierea azotului pur derivat din aer utilizând adsorbția sub presiune. Un compresor de aer este utilizat pentru a comprima aerul filtrat la presiune ridicată; gazul de înaltă presiune este răcit înapoi la temperatura ambiantă și este lăsat să se destindă la o presiune scăzută.
În anii 1930 au început să fie construite fabrici de aer lichid care produc în fiecare zi cantități de tone de produs, dar au devenit foarte frecvente după cel încă din al doilea Război Mondial; o mare fabrică modernă poate produce 3000 de tone pe zi de produse lichide din aer.

## Utilizări
Azotul lichid este o sursă compactă și ușor transportabilă de azot gaz dens, deoarece nu necesită presurizare. În plus, capacitatea sa de a menține temperaturile mult sub punctul de congelare a apei îl face extrem de util într-o gamă largă de aplicații, în primul rând ca agent frigorific cu ciclu deschis, incluzând:
- în crioterapie pentru eliminarea leziunilor inestetice sau potențial maligne ale pielii, cum ar fi negii și keratoză actinică;

- pentru depozitarea celulelor la temperaturi scăzute pentru lucrările de laborator;

- într-un criofor pentru a demonstra solidificarea rapidă prin evaporare;

- ca sursă de azot de rezervă în sistemele hipoxice de prevenire a incendiilor în aer;

- ca sursă densă de azot gazos

- pentru imersarea, înghețarea și transportul produselor alimentare;

- pentru crioconservarea sângelui, a celulelor reproducătoare (spermă și ovul) și a altor probe și materiale biologice;

- pentru a păstra probele de țesut din excizii chirurgicale pentru studii viitoare

- pentru a facilita crioconservarea resurselor genetice animale;

- pentru a îngheța conductele de apă și de ulei pentru a lucra la acestea în situațiile în care nu este disponibilă o supapă pentru a bloca curgerea fluidului în zona de lucru; această metodă este cunoscută ca o izolare criogenică.

Azotul lichid este folosit în criogenie.